# Heliothryx
Heliothryx é um género de beija-flor da família Trochilidae.
Este género contém as seguintes espécies:
- Heliothryx barroti (Bourcier, 1843) - beija-flor-de-coroa-púrpura, colibri-de-coroa-púrpura
- Heliothryx aurita (Heliothryx auritus) (Gmelin, 1788) - Beija-flor-de-bochecha-azul, beija-flor-fada, colibri-de-bochechas-azuis